# Liste des subdivisions administratives du Jiangxi

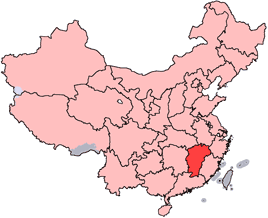
Le Jiangxi

La structure administrative du Jiangxi, province de la république populaire de Chine, est constituée des trois niveaux suivants :
- 11 subdivisions de niveau préfecture
  - ce sont toutes des villes-préfectures
- 99 subdivisions de niveau district
  - 10 villes-districts
  - 70 xian
  - 19 districts
- 1548 subdivisions de niveau canton
  - 770 bourgs
  - 651 cantons
  - 7 cantons ethniques
  - 120 sous-districts

La table ci-dessous donne uniquement la liste des divisions de niveau préfecture et de niveau district.
| Niveau préfecture                           | Niveau district        | Niveau district     | Niveau district  |
| Niveau préfecture                           | Nom                    | Chinois (simplifié) | Pinyin           |
| ------------------------------------------- | ---------------------- | ------------------- | ---------------- |
| Ville de Nanchang 南昌市 Nánchāng Shì       | District de Donghu     | 东湖区              | Dōnghú Qū        |
| Ville de Nanchang 南昌市 Nánchāng Shì       | District de Xihu       | 西湖区              | Xīhú Qū          |
| Ville de Nanchang 南昌市 Nánchāng Shì       | District de Qingyunpu  | 青云谱区            | Qīngyúnpǔ Qū     |
| Ville de Nanchang 南昌市 Nánchāng Shì       | District de Wanli      | 湾里区              | Wānlǐ Qū         |
| Ville de Nanchang 南昌市 Nánchāng Shì       | District de Qingshanhu | 青山湖区            | Qīngshānhú Qū    |
| Ville de Nanchang 南昌市 Nánchāng Shì       | Xian de Nanchang       | 南昌县              | Nánchāng Xiàn    |
| Ville de Nanchang 南昌市 Nánchāng Shì       | Xian de Xinjian        | 新建县              | Xīnjiàn Xiàn     |
| Ville de Nanchang 南昌市 Nánchāng Shì       | Xian d'Anyi            | 安义县              | Ānyì Xiàn        |
| Ville de Nanchang 南昌市 Nánchāng Shì       | Xian de Jinxian        | 进贤县              | Jìnxián Xiàn     |
| Ville de Jiujiang 九江市 Jiǔjiāng Shì       | District de Xunyang    | 浔阳区              | Xúnyáng Qū       |
| Ville de Jiujiang 九江市 Jiǔjiāng Shì       | District de Lushan     | 庐山区              | Lúshān Qū        |
| Ville de Jiujiang 九江市 Jiǔjiāng Shì       | Ville de Ruichang      | 瑞昌市              | Ruìchāng Shì     |
| Ville de Jiujiang 九江市 Jiǔjiāng Shì       | Xian de Jiujiang       | 九江县              | Jiǔjiāng Xiàn    |
| Ville de Jiujiang 九江市 Jiǔjiāng Shì       | Xian de Wuning         | 武宁县              | Wǔníng Xiàn      |
| Ville de Jiujiang 九江市 Jiǔjiāng Shì       | Xian de Xiushui        | 修水县              | Xiūshuǐ Xiàn     |
| Ville de Jiujiang 九江市 Jiǔjiāng Shì       | Xian de Yongxiu        | 永修县              | Yǒngxiū Xiàn     |
| Ville de Jiujiang 九江市 Jiǔjiāng Shì       | Xian de De'an          | 德安县              | Dé'ān Xiàn       |
| Ville de Jiujiang 九江市 Jiǔjiāng Shì       | Xian de Xingzi         | 星子县              | Xīngzǐ Xiàn      |
| Ville de Jiujiang 九江市 Jiǔjiāng Shì       | Xian de Duchang        | 都昌县              | Dūchāng Xiàn     |
| Ville de Jiujiang 九江市 Jiǔjiāng Shì       | Xian de Hukou          | 湖口县              | Húkǒu Xiàn       |
| Ville de Jiujiang 九江市 Jiǔjiāng Shì       | Xian de Pengze         | 彭泽县              | Péngzé Xiàn      |
| Ville de Jingdezhen 景德镇市 Jǐngdézhèn Shì | District de Zhushan    | 珠山区              | Zhūshān Qū       |
| Ville de Jingdezhen 景德镇市 Jǐngdézhèn Shì | District de Changjiang | 昌江区              | Chāngjiāng Qū    |
| Ville de Jingdezhen 景德镇市 Jǐngdézhèn Shì | Ville de Leping        | 乐平市              | Lèpíng Shì       |
| Ville de Jingdezhen 景德镇市 Jǐngdézhèn Shì | Xian de Fuliang        | 浮梁县              | Fúliáng Xiàn     |
| Ville de Yingtan 鹰潭市 Yīngtán Shì         | District de Yuehu      | 月湖区              | Yuèhú Qū         |
| Ville de Yingtan 鹰潭市 Yīngtán Shì         | Ville de Guixi         | 贵溪市              | Guìxī Shì        |
| Ville de Yingtan 鹰潭市 Yīngtán Shì         | Xian de Yujiang        | 余江县              | Yújiāng Xiàn     |
| Ville de Xinyu 新余市 Xīnyú Shì             | District de Yushui     | 渝水区              | Yúshuǐ Qū        |
| Ville de Xinyu 新余市 Xīnyú Shì             | Xian de Fenyi          | 分宜县              | Fēnyí Xiàn       |
| Ville de Pingxiang 萍乡市 Píngxiāng Shì     | District d'Anyuan      | 安源区              | Ānyuán Qū        |
| Ville de Pingxiang 萍乡市 Píngxiāng Shì     | District de Xiangdong  | 湘东区              | Xiāngdōng Qū     |
| Ville de Pingxiang 萍乡市 Píngxiāng Shì     | Xian de Lianhua        | 莲花县              | Liánhuā Xiàn     |
| Ville de Pingxiang 萍乡市 Píngxiāng Shì     | Xian de Shangli        | 上栗县              | Shànglì Xiàn     |
| Ville de Pingxiang 萍乡市 Píngxiāng Shì     | Xian de Luxi           | 芦溪县              | Lúxī Xiàn        |
| Ville de Ganzhou 赣州市 Gànzhōu Shì         | District de Zhanggong  | 章贡区              | Zhānggòng Qū     |
| Ville de Ganzhou 赣州市 Gànzhōu Shì         | Ville de Ruijin        | 瑞金市              | Ruìjīn Shì       |
| Ville de Ganzhou 赣州市 Gànzhōu Shì         | Ville de Nankang       | 南康市              | Nánkāng Shì      |
| Ville de Ganzhou 赣州市 Gànzhōu Shì         | Xian de Gan            | 赣县                | Gàn Xiàn         |
| Ville de Ganzhou 赣州市 Gànzhōu Shì         | Xian de Xinfeng        | 信丰县              | Xìnfēng Xiàn     |
| Ville de Ganzhou 赣州市 Gànzhōu Shì         | Xian de Dayu           | 大余县              | Dàyú Xiàn        |
| Ville de Ganzhou 赣州市 Gànzhōu Shì         | Xian de Shangyou       | 上犹县              | Shàngyóu Xiàn    |
| Ville de Ganzhou 赣州市 Gànzhōu Shì         | Xian de Chongyi        | 崇义县              | Chóngyì Xiàn     |
| Ville de Ganzhou 赣州市 Gànzhōu Shì         | Xian d'Anyuan          | 安远县              | Ānyuǎn Xiàn      |
| Ville de Ganzhou 赣州市 Gànzhōu Shì         | Xian de Longnan        | 龙南县              | Lóngnán Xiàn     |
| Ville de Ganzhou 赣州市 Gànzhōu Shì         | Xian de Dingnan        | 定南县              | Dìngnán Xiàn     |
| Ville de Ganzhou 赣州市 Gànzhōu Shì         | Xian de Quannan        | 全南县              | Quánnán Xiàn     |
| Ville de Ganzhou 赣州市 Gànzhōu Shì         | Xian de Ningdu         | 宁都县              | Níngdū Xiàn      |
| Ville de Ganzhou 赣州市 Gànzhōu Shì         | Xian de Yudu           | 于都县              | Yúdū Xiàn        |
| Ville de Ganzhou 赣州市 Gànzhōu Shì         | Xian de Xingguo        | 兴国县              | Xīngguó Xiàn     |
| Ville de Ganzhou 赣州市 Gànzhōu Shì         | Xian de Huichang       | 会昌县              | Huìchāng Xiàn    |
| Ville de Ganzhou 赣州市 Gànzhōu Shì         | Xian de Xunwu          | 寻乌县              | Xúnwū Xiàn       |
| Ville de Ganzhou 赣州市 Gànzhōu Shì         | Xian de Shicheng       | 石城县              | Shíchéng Xiàn    |
| Ville de Shangrao 上饶市 Shàngráo Shì       | District de Xinzhou    | 信州区              | Xìnzhōu Qū       |
| Ville de Shangrao 上饶市 Shàngráo Shì       | Ville de Dexing        | 德兴市              | Déxīng Shì       |
| Ville de Shangrao 上饶市 Shàngráo Shì       | Xian de Shangrao       | 上饶县              | Shàngráo Xiàn    |
| Ville de Shangrao 上饶市 Shàngráo Shì       | Xian de Guangfeng      | 广丰县              | Guǎngfēng Xiàn   |
| Ville de Shangrao 上饶市 Shàngráo Shì       | Xian de Yushan         | 玉山县              | Yùshān Xiàn      |
| Ville de Shangrao 上饶市 Shàngráo Shì       | Xian de Yanshan        | 铅山县              | Yánshān Xiàn     |
| Ville de Shangrao 上饶市 Shàngráo Shì       | Xian de Hengfeng       | 横峰县              | Héngfēng Xiàn    |
| Ville de Shangrao 上饶市 Shàngráo Shì       | Xian de Yiyang         | 弋阳县              | Yìyáng Xiàn      |
| Ville de Shangrao 上饶市 Shàngráo Shì       | Xian de Yugan          | 余干县              | Yúgān Xiàn       |
| Ville de Shangrao 上饶市 Shàngráo Shì       | Xian de Poyang         | 鄱阳县              | Póyáng Xiàn      |
| Ville de Shangrao 上饶市 Shàngráo Shì       | Xian de Wannian        | 万年县              | Wànnián Xiàn     |
| Ville de Shangrao 上饶市 Shàngráo Shì       | Xian de Wuyuan         | 婺源县              | Wùyuán Xiàn      |
| Ville de Fuzhou 抚州市 Fǔzhōu Shì           | District de Linchuan   | 临川区              | Línchuān Qū      |
| Ville de Fuzhou 抚州市 Fǔzhōu Shì           | Xian de Nancheng       | 南城县              | Nánchéng Xiàn    |
| Ville de Fuzhou 抚州市 Fǔzhōu Shì           | Xian de Lichuan        | 黎川县              | Líchuān Xiàn     |
| Ville de Fuzhou 抚州市 Fǔzhōu Shì           | Xian de Nanfeng        | 南丰县              | Nánfēng Xiàn     |
| Ville de Fuzhou 抚州市 Fǔzhōu Shì           | Xian de Chongren       | 崇仁县              | Chóngrén Xiàn    |
| Ville de Fuzhou 抚州市 Fǔzhōu Shì           | Xian de Le'an          | 乐安县              | Lè'ān Xiàn       |
| Ville de Fuzhou 抚州市 Fǔzhōu Shì           | Xian de Yihuang        | 宜黄县              | Yíhuáng Xiàn     |
| Ville de Fuzhou 抚州市 Fǔzhōu Shì           | Xian de Jinxi          | 金溪县              | Jīnxī Xiàn       |
| Ville de Fuzhou 抚州市 Fǔzhōu Shì           | Xian de Zixi           | 资溪县              | Zīxī Xiàn        |
| Ville de Fuzhou 抚州市 Fǔzhōu Shì           | Xian de Dongxiang      | 东乡县              | Dōngxiāng Xiàn   |
| Ville de Fuzhou 抚州市 Fǔzhōu Shì           | Xian de Guangchang     | 广昌县              | Guǎngchāng Xiàn  |
| Ville de Yichun 宜春市 Yíchūn Shì           | District de Yuanzhou   | 袁州区              | Yuánzhōu Qū      |
| Ville de Yichun 宜春市 Yíchūn Shì           | Ville de Fengcheng     | 丰城市              | Fēngchéng Shì    |
| Ville de Yichun 宜春市 Yíchūn Shì           | Ville de Zhangshu      | 樟树市              | Zhāngshù Shì     |
| Ville de Yichun 宜春市 Yíchūn Shì           | Ville de Gao'an        | 高安市              | Gāo'ān Shì       |
| Ville de Yichun 宜春市 Yíchūn Shì           | Xian de Fengxin        | 奉新县              | Fèngxīn Xiàn     |
| Ville de Yichun 宜春市 Yíchūn Shì           | Xian de Wanzai         | 万载县              | Wànzǎi Xiàn      |
| Ville de Yichun 宜春市 Yíchūn Shì           | Xian de Shanggao       | 上高县              | Shànggāo Xiàn    |
| Ville de Yichun 宜春市 Yíchūn Shì           | Xian de Yifeng         | 宜丰县              | Yífēng Xiàn      |
| Ville de Yichun 宜春市 Yíchūn Shì           | Xian de Jing'an        | 靖安县              | Jìng'ān Xiàn     |
| Ville de Yichun 宜春市 Yíchūn Shì           | Xian de Tonggu         | 铜鼓县              | Tónggǔ Xiàn      |
| Ville de Ji'an 吉安市 Jí'ān Shì             | District de Jizhou     | 吉州区              | Jízhōu Qū        |
| Ville de Ji'an 吉安市 Jí'ān Shì             | District de Qingyuan   | 青原区              | Qīngyuán Qū      |
| Ville de Ji'an 吉安市 Jí'ān Shì             | Ville de Jinggangshan  | 井冈山市            | Jǐnggāngshān Shì |
| Ville de Ji'an 吉安市 Jí'ān Shì             | Xian de Ji'an          | 吉安县              | Jí'ān Xiàn       |
| Ville de Ji'an 吉安市 Jí'ān Shì             | Xian de Jishui         | 吉水县              | Jíshuǐ Xiàn      |
| Ville de Ji'an 吉安市 Jí'ān Shì             | Xian de Xiajiang       | 峡江县              | Xiájiāng Xiàn    |
| Ville de Ji'an 吉安市 Jí'ān Shì             | Xian de Xingan         | 新干县              | Xīngān Xiàn      |
| Ville de Ji'an 吉安市 Jí'ān Shì             | Xian de Yongfeng       | 永丰县              | Yǒngfēng Xiàn    |
| Ville de Ji'an 吉安市 Jí'ān Shì             | Xian de Taihe          | 泰和县              | Tàihé Xiàn       |
| Ville de Ji'an 吉安市 Jí'ān Shì             | Xian de Suichuan       | 遂川县              | Suíchuān Xiàn    |
| Ville de Ji'an 吉安市 Jí'ān Shì             | Xian de Wan'an         | 万安县              | Wàn'ān Xiàn      |
| Ville de Ji'an 吉安市 Jí'ān Shì             | Xian d'Anfu            | 安福县              | Ānfú Xiàn        |
| Ville de Ji'an 吉安市 Jí'ān Shì             | Xian de Yongxin        | 永新县              | Yǒngxīn Xiàn     |